# マンガハウス
『マンガハウス』は、花伝社から発行されていた漫画雑誌。1985年に創刊され1987年休刊となった。

## 概要
- フリーライターとして活動していたさくまあきらが友人の堀井雄二らと共に『花伝社』を立ち上げ、愛読していたCOMのような新人漫画家を発掘する雑誌を目指し、「新たな新人漫画家を育成する雑誌」として創刊する。
- 毎号、編集部に持ち込まれた作品を編集部で審査し実力が認められた作品のみ掲載された。漫画作品以外に、新人漫画家の為の漫画の基礎を教えるコーナーや読者コーナー、懸賞なども掲載。また、単行本のようにカラーのカバーをかけた状態で販売されており、カバー裏には読者コーナーの作品が掲載されていた。
- 出版コードが取れなかったため、通信販売と、漫画販売に力を入れていた全国の書店数十店に宅配便で発送して販売していた。創刊時から売れ行き不振で、2億円の赤字となり2年・全7号で休刊となる。休刊の知らせは読者（投稿者・プレゼント応募者・通販申込者）に郵便で伝えられた。直後に、2軍扱いだった同人誌装丁の冊子を引き継ぎ「プルプル」として月刊発行となったが、それも半年しか続かなかった。
- 名目上は隔月誌となっていたが、予算などの都合で半年前後など発売間隔が開くこともあった。このため号数は「○月号」ではなく通巻号数（○号）で数えられていた。

## 逸話
- 当時は週刊少年ジャンプ、週刊少年サンデー、週刊少年マガジンが全盛であり、この3誌を目指す新人が多く、本誌にはその育成システムの枠から外れたおこぼれが来たという。
- 創刊号では鈴木みそが、漫画家としてではなく、花伝社の社員の編集スタッフとして関わっている。
- 前述のように、販路が非常に限られており、それが売り上げにも悪影響を及ぼしたとされる。それを象徴するかのように読者コーナーでも「廃刊」などの自虐ネタが多く投稿されていた。
- 最も発行間隔が開いたのは、2・3号間の6ヶ月で、2号掲載の次号予告ではその旨が明記されている。また、同予告には「全国発売するべく白夜書房と交渉中」である旨の記述があるが、この話は流れた模様で、最終号まで花伝社からの発行だった。
- 創刊からしばらくは、初めての作品でも見所があると判断すれば掲載し、かつデビューを急がせる方針を採った。しかし、「1度載っただけで満足してしまう」「他誌でデビューしても連載に耐えられず逃げてしまう」「締め切りを守らない・描き続けられない」などの執筆者が続出、誌面でもそのことを問題視されたことがある。一時期から、じっくり育てる方針に転換し、「一定期間以上何も描いて来ない執筆者は追放」という方針を取ることとなる。なお、追放された後にプロデビューした者も何人かいる。
- バックナンバーの販売も行っていたが、7号発行時点で4号までを絶版とし、社内に在庫のあった1～3号を送料無料で通販、それでも売れ残った分は廃棄された。これは、前記のように初期のやる気の無い執筆者と関わった過去を清算するためと、在庫に税金がかかるため。
- 懸賞では編集部で用意した冊子、掲載作品オリジナルグッズ、執筆者のサイン色紙などが主となっていた。応募には応募券が必要だったが、コピーでもOKだった。しかし、それでもほぼ全員プレゼントに近い状態だった。
- 中期より「サイン色紙は毎号20名プレゼント」と定められており、定員割れを起こした場合次回の掲載時に繰り越され一定人数を越えるとペナルティが課せられる規定が追加された。ただし、実際にペナルティが課せられた例はない。
- 出版活動以外にも常連執筆者を引きつれいくつかの都道府県でサイン会なども行っており、各地で100人以上の読者が集まった。しかし、大雨や雪など悪天候に見舞われる不運が続いた。
- 一時期、一人の女性執筆者のグラビアや切り抜き形式の付録が掲載された事もある。
- 末期は「マンガハウス小賞」という、執筆者に同一のテーマを課して競わせる企画を開催。さくまと付き合いのある漫画雑誌やアニメ誌の編集者が手弁当で審査を行った。さくまは「競争する事で今後のレベルアップを図る」と目論んでいたが、軌道に乗る前に休刊になってしまい事実上の計画倒れに終わった。
- 休刊後もさくまは常連だった執筆者の世話をしていたが、賞を受賞したり他誌に掲載され始めると急にさくまから足が遠のくなど、恩をあだで返して去っていった者も多い。その後のインタビューで「現在も売れ残った掲載者はみな恩を忘れずにいる」と発言している。しかし「恩知らず」のレッテルを貼られた者の中には、プロの世界に入ってからさくまの偉大さを改めて認識し、少し実力を身に付けてからでないと会いにはいけないと変に遠慮したがゆえに誤解を買ってしまった者もいたようだ。ただし、さくまの人間性に対する疑問視、つまりは一方で去られた側にも問題があるのではないかという見方も少なからずある。
- 発行の規模から考えれば、漫画家志望者を大手出版社の編集者やプロ漫画家に受け渡すという意味では充分以上に役割を果たした、という評価もある。しかし、さくま自身は本誌の存在を「人生最大の汚点」と語っている。
- 十数年後、さくまは同様のコンセプトで『チョコバナナ』を事実上の自費出版で創刊したものの、やはり2年しか持たなかった。

## 主な執筆者・出身作家
- なかむら治彦
- 小野敏洋
- 新井理恵
- こいでたく
- 中森衣都
- 菊池晃弘
- 田巻久雄
- 荒木仁